# 多讷扎克
多讷扎克（法語：Donnezac，法語發音：[dɔnzak]）是法国吉伦特省的一个市镇，属于布莱区。

## 地理
多讷扎克（45°14'52"N, 0°26'36"W）面积35.75 平方千米，位于法国新阿基坦大区吉倫特省，该省份为法国西南部沿海省份，是法國本土面积最大的省，北起滨海夏朗德省，西临大西洋，南至朗德省，东南接洛特-加龍省，东临多爾多涅省。
与多讷扎克接壤的市镇（或旧市镇、城区）包括：比萨克福雷、科里尼亚克、蒙唐德尔、圣萨万、雷尼亚克、苏梅拉、瓦勒德利韦讷。

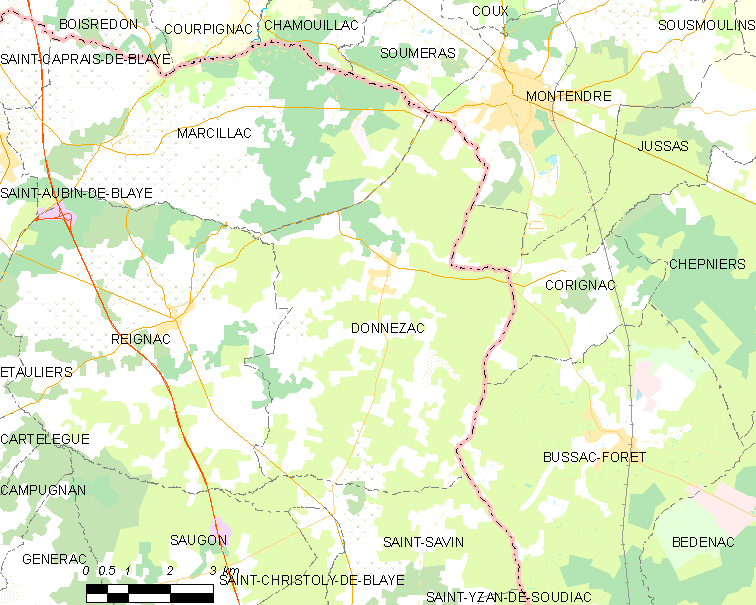
多讷扎克的OSM定位图

多讷扎克的时区为UTC+01:00、UTC+02:00（夏令时）。

## 行政
多讷扎克的邮政编码为33860，INSEE市镇编码为33151。

## 政治
多讷扎克所属的省级选区为北吉伦特县。

## 人口

1962-2008年间多讷扎克人口变化图示

多讷扎克于2022年1月1日时的人口数量为929人。